# Gadomski (cráter)
Gadomski es un situado en la cara oculta de la Luna. Se encuentra al sur del cráter mucho más grande Fowler y al oeste de Klute.
|  |

Este cráter, al igual que muchas formaciones lunares, tiene un reborde exterior erosionada que ha sido modificado por impactos posteriores. Un cráter doble resultante de la fusión de dos impactos muy próximos entre sí está unido al exterior del borde sur, y el cráter satélite Gadomski X aparece en el norte-noroeste. Un pequeño cráter también invade ligeramente el flanco oriental. Gadomski a su vez recubre la parte occidental de un cráter sin nombre aún más grande y más fuertemente erosionado todavía. El brocal es más o menos circular, pero está ligeramente distendido hacia el suroeste. El suelo interior carece relativamente de rasgos distintivos, con algunos pequeños cráteres que marcan su superficie.
El cráter fue nombrado en memoria del astrónomo polaco Jan Gadomski (1889-1966).

## Cráteres satélite
Por convención estos elementos son identificados en los mapas lunares poniendo la letra en el lado del punto medio del cráter que está más cerca de Gadomski.
|          | \| Gadomski \| Coordenadas \| Diámetro \| \| -------- \| ------------------------------- \| -------- \| \| A \| 38°36′N 145°54′O / 38.6, -145.9 \| 32 km \| \| X \| 37°48′N 148°18′O / 37.8, -148.3 \| 35 km \| |          |
| Gadomski | Coordenadas | Diámetro |
| A        | 38°36′N 145°54′O / 38.6, -145.9 | 32 km    |
| X        | 37°48′N 148°18′O / 37.8, -148.3 | 35 km    |